# 1st OPTION
『1st OPTION』（ファースト・オプション）は、BARBEE BOYSが1985年2月25日にEPIC・ソニーからリリースした1枚目のオリジナル・アルバム。
2015年2月25日にSony Music DirectのGT musicレーベルからリリースされた、デビュー30周年記念盤『REAL BAND -1st OPTION 30th Anniversary Edition-』（リアル・バンド ファースト・オプション サーティース・アニバーサリー・エディション）も同時に記述する。

## 評価
音楽ライターの栗本斉は、楽曲の世界観に関し「浮気、嫉妬、裏切り、駆け引き、嘘といったテーマに彩られた楽曲群は、恋愛が甘美なものだと信じていた10代の少年の心に大きなトラウマを植え付けたのです」「生々しいかけ合いは、今聴いてもとても新鮮」と評している。

## リリース
1985年2月25日にEPIC・ソニーから、LPレコードとCTの2形態でリリースされた。
CD盤は、同年の3月21日に少し遅れてリリースされ、1991年8月23日と1995年7月21日に再リリースされた。
2006年12月6日にSony Music DirectのGT musicレーベルから、リマスターが施されたCDに紙ジャケット仕様で、2009年5月27日にデビュー25周年企画として再リリースされた。
2024年12月24日に、メンバー立ち合いのもとリマスターが施された音源で、Sony Music DirectのGREAT TRACKSレーベルからLPレコード、ALDELIGHTレーベルからBlu-spec CD2の2形態で同時にリリースされた。

## 収録曲

### LPレコード, CT
| 全作詞・作曲: いまみちともたか（#2のみ近藤あつし）、全編曲: BARBEE BOYS。 |                          |                                         |                                         |      |
| #                                                                         | タイトル                 | 作詞                                    | 作曲・編曲                              | 時間 |
| 1.                                                                        | 「帰さない」             | いまみちともたか （#2のみ 近藤あつし ） | いまみちともたか （#2のみ 近藤あつし ） | 4:33 |
| 2.                                                                        | 「ふしだら VS よこしま」 | いまみちともたか （#2のみ 近藤あつし ） | いまみちともたか （#2のみ 近藤あつし ） | 4:03 |
| 3.                                                                        | 「Shit! Shit! 嫉妬」     | いまみちともたか （#2のみ 近藤あつし ） | いまみちともたか （#2のみ 近藤あつし ） | 3:34 |
| 4.                                                                        | 「プリティドール」       | いまみちともたか （#2のみ 近藤あつし ） | いまみちともたか （#2のみ 近藤あつし ） | 3:29 |
| 5.                                                                        | 「A nine day's wonder」  | いまみちともたか （#2のみ 近藤あつし ） | いまみちともたか （#2のみ 近藤あつし ） | 5:17 |
| 合計時間:                                                                 | 合計時間:                | 20:56                                   |                                         |      |

| 全作詞・作曲: いまみちともたか、全編曲: BARBEE BOYS。 |                               |                  |                  |      |
| #                                                     | タイトル                      | 作詞             | 作曲・編曲       | 時間 |
| 1.                                                    | 「もォ やだ!」(Original Mix)  | いまみちともたか | いまみちともたか | 3:56 |
| 2.                                                    | 「Blue Blue Rose」            | いまみちともたか | いまみちともたか | 3:11 |
| 3.                                                    | 「小僧 -cryin'on the beach-」 | いまみちともたか | いまみちともたか | 4:04 |
| 4.                                                    | 「暗闇でDANCE」               | いまみちともたか | いまみちともたか | 3:07 |
| 5.                                                    | 「冗談じゃない」              | いまみちともたか | いまみちともたか | 5:44 |
| 合計時間:                                             | 合計時間:                     | 20:02            |                  |      |

### CD（1985年盤, 1995年盤, 2006年盤, 2009年盤）, Blu-spec CD2（2025年盤）
| 全作詞・作曲: いまみちともたか（#2のみ近藤あつし）、全編曲: BARBEE BOYS。 |                               |                                      |                                      |      |
| #                                                                         | タイトル                      | 作詞                                 | 作曲・編曲                           | 時間 |
| 1.                                                                        | 「帰さない」                  | いまみちともたか（#2のみ近藤あつし） | いまみちともたか（#2のみ近藤あつし） | 4:33 |
| 2.                                                                        | 「ふしだら VS よこしま」      | いまみちともたか（#2のみ近藤あつし） | いまみちともたか（#2のみ近藤あつし） | 4:03 |
| 3.                                                                        | 「Shit! Shit! 嫉妬」          | いまみちともたか（#2のみ近藤あつし） | いまみちともたか（#2のみ近藤あつし） | 3:34 |
| 4.                                                                        | 「プリティドール」            | いまみちともたか（#2のみ近藤あつし） | いまみちともたか（#2のみ近藤あつし） | 3:29 |
| 5.                                                                        | 「A nine day's wonder」       | いまみちともたか（#2のみ近藤あつし） | いまみちともたか（#2のみ近藤あつし） | 5:17 |
| 6.                                                                        | 「もォ やだ!」(Original Mix)  | いまみちともたか（#2のみ近藤あつし） | いまみちともたか（#2のみ近藤あつし） | 3:56 |
| 7.                                                                        | 「Blue Blue Rose」            | いまみちともたか（#2のみ近藤あつし） | いまみちともたか（#2のみ近藤あつし） | 3:11 |
| 8.                                                                        | 「小僧 -cryin’on the beach-」 | いまみちともたか（#2のみ近藤あつし） | いまみちともたか（#2のみ近藤あつし） | 4:04 |
| 9.                                                                        | 「暗闇でDANCE」               | いまみちともたか（#2のみ近藤あつし） | いまみちともたか（#2のみ近藤あつし） | 3:07 |
| 10.                                                                       | 「冗談じゃない」              | いまみちともたか（#2のみ近藤あつし） | いまみちともたか（#2のみ近藤あつし） | 5:44 |
| 合計時間:                                                                 | 合計時間:                     | 40:58                                |                                      |      |

## REAL BAND -1st OPTION 30th Anniversary Edition-

### 背景
アルバム『1st OPTION』のリリースから30周年を記念したコンピレーション・アルバムで、『1st OPTION』のリマスター盤と1985年9月29日に渋谷公会堂で行われたファーストホールツアー初日のライヴ音源を収録したBlu-spec CD2がセットになっている。

### リリース
2015年2月25日にSony Music DirectのGT musicレーベルから、Blu-spec CD23枚組で完全生産限定盤としてリリースされた。

### 収録曲
| 全作詞・作曲: いまみちともたか（#2のみ近藤あつし）、全編曲: BARBEE BOYS。 |                               |                                         |                                         |      |
| #                                                                         | タイトル                      | 作詞                                    | 作曲・編曲                              | 時間 |
| 1.                                                                        | 「帰さない」                  | いまみちともたか （#2のみ 近藤あつし ） | いまみちともたか （#2のみ 近藤あつし ） | 4:32 |
| 2.                                                                        | 「ふしだら VS よこしま」      | いまみちともたか （#2のみ 近藤あつし ） | いまみちともたか （#2のみ 近藤あつし ） | 4:03 |
| 3.                                                                        | 「Shit! Shit! 嫉妬」          | いまみちともたか （#2のみ 近藤あつし ） | いまみちともたか （#2のみ 近藤あつし ） | 3:34 |
| 4.                                                                        | 「プリティドール」            | いまみちともたか （#2のみ 近藤あつし ） | いまみちともたか （#2のみ 近藤あつし ） | 3:29 |
| 5.                                                                        | 「A nine day's wonder」       | いまみちともたか （#2のみ 近藤あつし ） | いまみちともたか （#2のみ 近藤あつし ） | 5:16 |
| 6.                                                                        | 「もォ やだ!」(Original Mix)  | いまみちともたか （#2のみ 近藤あつし ） | いまみちともたか （#2のみ 近藤あつし ） | 3:55 |
| 7.                                                                        | 「Blue Blue Rose」            | いまみちともたか （#2のみ 近藤あつし ） | いまみちともたか （#2のみ 近藤あつし ） | 3:11 |
| 8.                                                                        | 「小僧 -cryin'on the beach-」 | いまみちともたか （#2のみ 近藤あつし ） | いまみちともたか （#2のみ 近藤あつし ） | 4:04 |
| 9.                                                                        | 「暗闇でDANCE」               | いまみちともたか （#2のみ 近藤あつし ） | いまみちともたか （#2のみ 近藤あつし ） | 3:05 |
| 10.                                                                       | 「冗談じゃない」              | いまみちともたか （#2のみ 近藤あつし ） | いまみちともたか （#2のみ 近藤あつし ） | 5:43 |
| 合計時間:                                                                 | 合計時間:                     | 40:52                                   |                                         |      |

| 全編曲: BARBEE BOYS。 |                               |                  |       |
| #                     | タイトル                      | 作詞・作曲       | 時間  |
| 1.                    | 「OPENING S.E.」              |                  | 1:49  |
| 2.                    | 「帰さない」                  | いまみちともたか | 4:44  |
| 3.                    | 「瞳の奥でまばたくな」        | 近藤敦           | 2:25  |
| 4.                    | 「もォ やだ!」                | いまみちともたか | 3:13  |
| 5.                    | 「MC①」                       |                  | 0:24  |
| 6.                    | 「あいさつはいつでも」        | 近藤敦           | 3:17  |
| 7.                    | 「悪徳なんか怖くない」        | いまみちともたか | 3:27  |
| 8.                    | 「Shit! Shit! 嫉妬」          | いまみちともたか | 3:41  |
| 9.                    | 「MC②」                       |                  | 2:18  |
| 10.                   | 「ふしだら VS よこしま」      | 近藤敦           | 4:01  |
| 11.                   | 「小僧 -cryin'on the beach-」 | いまみちともたか | 3:41  |
| 12.                   | 「プリティドール」            | いまみちともたか | 3:27  |
| 13.                   | 「MIDNIGHT PEEPIN'」          | いまみちともたか | 4:04  |
| 14.                   | 「A nine day's wonder」       | いまみちともたか | 4:47  |
| 15.                   | 「MC③」                       |                  | 4:07  |
| 16.                   | 「ラストキッス」              | 近藤敦           | 6:20  |
| 17.                   | 「わたしぢゃないの」          | いまみちともたか | 2:26  |
| 18.                   | 「タイムリミット」            | いまみちともたか | 4:00  |
| 19.                   | 「翔んでみせろ」              | いまみちともたか | 3:37  |
| 20.                   | 「MC④-1」                     |                  | 1:49  |
| 合計時間:             | 合計時間:                     | 合計時間:        | 67:37 |

| 全編曲: BARBEE BOYS。 |                        |                  |       |
| #                     | タイトル               | 作詞・作曲       | 時間  |
| 1.                    | 「MC④-2」              |                  | 1:21  |
| 2.                    | 「ラサーラ」           | いまみちともたか | 5:26  |
| 3.                    | 「でも!?しょうがない」 | いまみちともたか | 4:05  |
| 4.                    | 「暗闇でDANCE」        | いまみちともたか | 2:46  |
| 5.                    | 「負けるもんか」       | いまみちともたか | 3:10  |
| 6.                    | 「ダメージ」           | いまみちともたか | 5:56  |
| 7.                    | 「ENCORE」             |                  | 1:31  |
| 8.                    | 「MIDNIGHT CALL」      | いまみちともたか | 3:18  |
| 9.                    | 「マイティウーマン」   | いまみちともたか | 3:47  |
| 10.                   | 「冗談じゃない」       | いまみちともたか | 8:00  |
| 11.                   | 「ENDING S.E.」        |                  | 1:59  |
| 合計時間:             | 合計時間:              | 合計時間:        | 41:19 |